# Veszprémi Keresztény Közösség
A Veszprémi Keresztény Közösség  egy veszprémi alapítású és központú, zsidó-keresztény kinyilatkoztatáson alapuló keresztény közösség. Vezető lelkésze Fóris Tamás.

## Történet[2]
A Veszprémi Keresztény Közösséget nem egy jól átgondolt missziós stratégia részeként alapították, hanem "spontán" született. A közösség létrejöttének előzményei 2004-ig nyúlnak vissza, amikor egy veszprémi fiatalasszony egyik napról a másikra hitre jutott abban, hogy a Biblia – amit, bár járt templomba, soha sem olvasott – igaz, hogy Jézus Krisztus él, és hogy lehetséges Istennel személyes kapcsolatba kerülni. Ekkor megtért Jézus Krisztushoz, és az élete kezdett megváltozni. 2005 nyarán férjével együtt Kapolcsra, a Művészetek Völgyébe látogattak. A falu közepén álló evangélikus templomban éppen a BPA Gospel Team adott koncertet. A zenén keresztül az evangélium reményteljes üzenete megragadta őket. Egy évvel később a férj is átadta az életét Krisztusnak.
Az élő hit a családban tovább terjedt, s ennek eredményeként 2006 márciusában a rokonság tíz tagja megjelent a Budapesti Autonóm Gyülekezetben (BPA), hogy hitéről vallást téve bemerítkezzen (így azonosulva Jézus Krisztus megváltó halálával és feltámadásával), s a régit lezárva új életet kezdjen. Őket júniusban még egy családtag követte. Mivel közülük nyolcan Veszprémben, ill. környékén éltek, magától értetődő volt, hogy  közösen építsék a hitüket. Ehhez „szülőotthonukból”, a BPA-ból kértek segítséget. Így kezdett el két lelkész, Fóris Tamás és Fóris Attila 2006 tavaszán Veszprémbe járni. Kezdetben családi körben jöttek össze, tanulmányozták a Bibliát, beszélgettek, imádkoztak, énekekkel dicsérték Istent.
Idővel a kis csoport gyarapodni kezdett. Akik odajártak, bátran beszéltek Jézusról másoknak, s ez növekedést eredményezett. Újabb emberek jutottak hitre, merítkeztek be, és lettek Jézus követőivé. 
2008 elejétől a házi összejöveteleket – szárnypróbálgatás jelleggel – minden második csütörtökön „klasszikus” istentiszteletek váltották fel. Ezeket már nyilvános helyen, a városi művelődési ház egyik kistermében tartották. A kicsi, de elszánt gyülekezetben dicsőítő zenekar alakult, melynek két oszlopos tagja korábban a városszerte ismert rockbanda, a Barbi Gyilkosok hírnevét öregbítette.
2008 novemberében a közösség a fejlődés következő szakaszába lépett. Ekkor kezdtek a volt Bányatröszt székház rendezvénytermében vasárnapi istentiszteleteket tartani. Ez az új szakasz 2009 augusztusáig leginkább a magvetésről (pl. evangelizáció a Művészetek Völgyében), a kitartásról és a hűségről szólt, ugyanis a gyülekezet nem produkált látványos a növekedést. 2009 ősszén azonban megindult a további fejlődés: megtérések, bemerítkezések, életváltozások történtek.
A 2010-es esztendő rendkívül mozgalmas volt a gyülekezet életében. A szokásos istentiszteletek és házi összejövetelek mellett előadássorozatok indultak a hit legalapvetőbb igazságairól „A kereszténység felfedezése” címmel. Többször bemutatták a Lídia című színdarabot, ill. meghívták a BPA színtársulatát a „Szoros kapu” c. darabbal. Koncerteket rendeztek évközben és karácsonykor, valamint részt vállaltak a kapolcsi missziós programokban. A gyülekezet fiataljaiból külön ifjúsági csoport alakult és jött működésbe.

## Hitelvek
1. A 66 könyvből álló Biblia Isten igéje
2. Szentháromság: az Atya, a Fiú (Jézus Krisztus) és a Szent Szellem egyetlen Isten, három személyben.
3. A megváltás és az üdvösség egyedüli és elegendő feltétele a Krisztusba vetett hit.
4. Hitvalló bemerítés: a keresztség teljes víz alá merítéssel, a személyes hitre jutást és döntést (megtérést) követően történik.
5. A „Szent Szellemmel való beteljesedés” vagy „Szent Szellem-keresztség” létezik (jelei a karizmák), nem azonos az vízbe történő bemerítkezéssel.
6. Újjászületés: a Jézus Krisztusban való hitre jutás, a megtérés, a bemerítkezés, valamint a Szent Szellemben történő keresztség folyamán végbemenő belső változás, mely révén az ember krisztusi természetet kap és új teremtéssé, Isten gyermekévé válik. Az újjászületés a valódi keresztény élet alapja.
7. A karizmák, vagyis a Szent Szellem természetfölötti megnyilvánulásai (pl. csodák, gyógyítások, nyelvekenszólás) a korai egyházban jelen voltak, és ma is működnek.
8. Egyetemes egyház: Krisztusnak egy egyetemes „láthatatlan” egyháza van, amely a bármely földi egyházhoz tartozó igaz hívőkből áll.

## Működés, szervezeti felépítés, tagság
A Veszprémi Keresztény Közösség teljes egészében önfenntartó, állami támogatást nem vesz igénybe. A hívek önkéntes adományaikkal és bibliai (nem kötelező) tizedeikkel (jövedelmük 10%-ának felajánlásával) támogatják, emellett társadalmi munkájukkal járulnak hozzá a közösség technikai és szervezeti működéséhez.
A közösségnek pillanatnyilag kb. 50 tagja van. Tagnak az számít, aki személyes hitre jutott Jézus Krisztusban, megtért és bemerítkezett, biblikus, gyakorló keresztény életet él, valamint aktívan részt vesz a közösség életében.
A gyülekezetet több személyből álló presbitérium vezeti.

## Összejövetelek
Hétvégi istentiszteletek vasárnaponként.
Az istentiszteletek fő elemei: 
1. Isten közös dicsőítése dalokkal, eleven, populáris zenei stílusban
2. Közvetlen hangvételű, inspirált igehirdetés, amely a Biblia örök érvényű üzeneteit a ma emberének, mai nyelven közvetíti, kifejezetten közérthető és gyakorlatias megközelítésben
3. Személyes imaszolgálat a betegekért és egyéb szükségben lévőkért
4. Kötetlen "társasági élet" az alkalom előtt és után

Hétközi házicsoportok: a hívek heti rendszerességgel összegyűlnek kisebb csoportokban, hogy együtt dicsérjék Istent, tanulmányozzák az igét, beszélgessenek és imádkozzanak, ugyanakkor ápolják a baráti-testvéri kapcsolatokat, és segítsék, támogassák egymást a hitben. Ezek az összejövetelek többnyire privát helyszíneken zajlanak.
Ifjúsági összejövetelek: hitéleti- és szabadidős programok a fiatal korosztály számára, heti rendszerességgel.